# Aeropuerto Internacional de Richmond
El Aeropuerto Internacional de Richmond (en inglés: Richmond International Airport) (IATA: RIC, OACI: KRIC, FAA LID: RIC), es un aeropuerto público de uso civil y militar, situado en Sandston, Virginia, un área no incorporada del Condado de Henrico. Se localiza a 8 kilómetros al este de la ciudad de Richmond.

## Aerolíneas y destinos

### Pasajeros
| Aerolíneas           | Destinos |
| -------------------- | --- |
| Allegiant Air        | Nashville, San Petersburgo/Clearwater Estacional: Punta Gorda (FL) |
| American Airlines    | Charlotte, Dallas/Fort Worth, Miami |
| American Eagle       | Charlotte, Chicago–O'Hare, Filadelfia, Nueva York–LaGuardia Estacional: Miami |
| BermudAir            | Bermudas |
| Breeze Airways       | Charleston (SC), Hartford, Las Vegas, Los Ángeles, New Haven, Nueva Orleans, Providence, San Francisco, Tampa Estacional: Fort Myers, Jacksonville (FL), Long Island/Islip, Phoenix–Sky Harbor, Sarasota, West Palm Beach (inicia el 5 de septiembre de 2025) |
| Delta Air Lines      | Atlanta, Detroit |
| Delta Connection     | Boston, Detroit, Mineápolis/St. Paul, Nueva York–JFK, Nueva York–LaGuardia |
| Frontier Airlines    | Atlanta (inicia el 17 de octubre de 2025), Denver (inicia el 19 de octubre de 2025) |
| JetBlue Airways      | Boston, Fort Lauderdale, Orlando |
| Southwest Airlines   | Baltimore, Chicago–Midway, Denver, Nashville, Orlando |
| Spirit Airlines      | Detroit, Fort Lauderdale, Nueva York–LaGuardia, Orlando |
| Sun Country Airlines | Estacional: Mineápolis/St. Paul |
| United Airlines      | Chicago–O'Hare, Denver Estacional: Houston–Intercontinental |
| United Express       | Chicago–O'Hare, Houston–Intercontinental, Newark, Washington–Dulles |

### Carga
| Aerolíneas    | Destinos                                                                            |
| ------------- | ----------------------------------------------------------------------------------- |
| Amazon Air    | Cincinnati, Fort Worth/Alliance, Lakeland, San Bernardino, Wilmington (OH)          |
| DHL Aviation  | Cincinnati, Greensboro                                                              |
| FedEx Express | Indianápolis, Knoxville, Memphis, Nashville                                         |
| UPS Airlines  | Baltimore, Filadelfia, Jacksonville (FL), Kansas City, Louisville, Norfolk, Orlando |

### Destinos internacionales
Se ofrece servicio a 1 destino internacional, a cargo de 1 aerolíneas.
| Ciudades                              | Nombre del aeropuerto              | Aerolíneas |           |
| El Caribe                             | El Caribe                          | El Caribe  | El Caribe |
| ------------------------------------- | ---------------------------------- | ---------- | --------- |
| Bermudas (1 destino, 1 aerolínea)     |                                    |            |           |
| Hamilton                              | Aeropuerto Internacional L.F. Wade | BermudAir  |           |
| Total: 1 destino, 1 país, 1 aerolínea |                                    |            |           |

## Estadísticas

### Tráfico anual
Ver fuente y consulta Wikidata.
| Año  | Pasajeros | Año  | Pasajeros | Año  | Pasajeros |
| ---- | --------- | ---- | --------- | ---- | --------- |
| 1999 | 2,618,921 | 2009 | 3,305,199 | 2019 | 4,379,663 |
| 2000 | 2,687,444 | 2010 | 3,311,747 | 2020 | 1,702,372 |
| 2001 | 2,411,732 | 2011 | 3,179,956 | 2021 | 3,190,200 |
| 2002 | 2,360,418 | 2012 | 3,167,294 | 2022 | 4,068,689 |
| 2003 | 2,390,497 | 2013 | 3,196,480 | 2023 | 4,755,889 |
| 2004 | 2,496,230 | 2014 | 3,352,651 | 2024 | 4,884,093 |
| 2005 | 2,903,503 | 2015 | 3,513,142 | 2025 |           |
| 2006 | 3,294,045 | 2016 | 3,559,052 | 2026 |           |
| 2007 | 3,634,544 | 2017 | 3,657,479 | 2027 |           |
| 2008 | 3,490,356 | 2018 | 4,077,763 | 2028 |           |